# チェロ協奏曲 (フィンジ)
チェロ協奏曲 イ短調 作品40 は、ジェラルド・フィンジが作曲したチェロ協奏曲。中間楽章の構想に端を発し、長い年月を経てジョン・バルビローリの委嘱に応える形で1955年に完成された。

## 概要
フィンジは長らくチェロ協奏曲の構想を温めていた。緩やかな第2楽章のスケッチは1930年代半ばには既に存在していた。1940年代にはウィリアム・ブッシュに宛てて、チェロ協奏曲が「長い間私の心の隅にあります」と書き送っている。1951年、彼は白血病との診断を受け、余命5年から10年と宣告された。ここで一念発起したフィンジは11月中旬までに第2楽章を書き上げ、翌年初頭にオーケストレーションを完成させた。
そのまま再びしばらくの年月が過ぎるが、1954年になってジョン・バルビローリから翌年のチェルトナム音楽祭のために大規模作品を書いて欲しいという委嘱がもたらされる。依頼を受けて両端楽章を書き上げる決意を固めたフィンジは、1955年6月22日に協奏曲全曲を完成させるに至った。初演は7月19日にチェルトナム市庁舎において、クリストファー・バンティングの独奏、バルビローリ指揮、ハレ管弦楽団の演奏で行われた。さらにフィンジが他界する前夜に初めて電波放送された。
指揮者になる以前はチェリストであったバルビローリは本作に感激し、ハレ管弦楽団を伴ってロンドンのロイヤル・フェスティバル・ホールやマンチェスターで取り上げた。ロンドン初演を終えた彼は、フィンジに次のようにしたためている。
緩徐楽章で私は感動の涙を流しました。音楽でそうなったことは数度しかありません。細かくは述べずとも保証いたします、貴方には善い味方がいますよ!!
フィンジは名人的技巧や要素同士を対置する構成を好んでおらず、その意味で彼の性向は協奏曲という形式からは遠いものであったと言える。しかし、本作は彼の他の作品にはみられないような激しさと劇的性格を有している。また、チェロ独奏の扱いは常識的範囲に留まるとはいえ、フィンジ作品中では最もヴィルトゥオーソ性を発揮したものとなっている。

## 演奏時間
約36分-38分半。

## 楽曲構成

### 第1楽章
Allegro moderato
フィンジ自身はプログラムの中で次のように説明している。「主として活発な、ほとんど荒れ狂うような素材に集中し、それが最初の主要主題を形作ります。」管弦楽が悲劇的な主題を奏し、チェロが入ってきて同じ主題を扱っていく。この主題は20年近く前のスケッチに既に現れている。やがて緊張が解けて、音楽はエルガー風の侘しさを見せるようになっていく。短縮された第1主題が再現されると管弦楽による確固たるクライマックスを迎え、「その終わりが長尺のカデンツァ」となる。カデンツァが終わるとコーダに入り、そのまま「おどけた最後」を迎える。

### 第2楽章
Andante quieto
フィンジはこの楽章に妻のジョイの肖像を描いたのではないかと言われる。管弦楽が奏する主題をチェロが引き受けていく。中間部では「様々なエピソード」によって「幾分激しさを伴うクライマックス」が導かれる。冒頭主題が再現され、最後はチェロの繊細なフラジオレットによって消え入るように閉じられる。

### 第3楽章
Rondo: Adagio - Allegro giocoso
ロンド形式。緩やかな序奏部に開始し、チェロが奏する重音のピッツィカートに打楽器と木管楽器が応答する。先行楽章の「真剣さとは対照的な」形で全曲を締めくくる、「幸せで肩ひじ張らないロンド」の主部が続く。副次主題を挟みながら現れるロンド主題はポロネーズ風のリズムに乗り、全曲中でも最も耳に残りやすい旋律である。最後に速度を落として金管楽器がロンド主題に由来するコラールを奏した後、コーダでは速度を上げてチェロの素早く動き回り、そのまま一気に終了する。